# Fukuzawa Ichirō

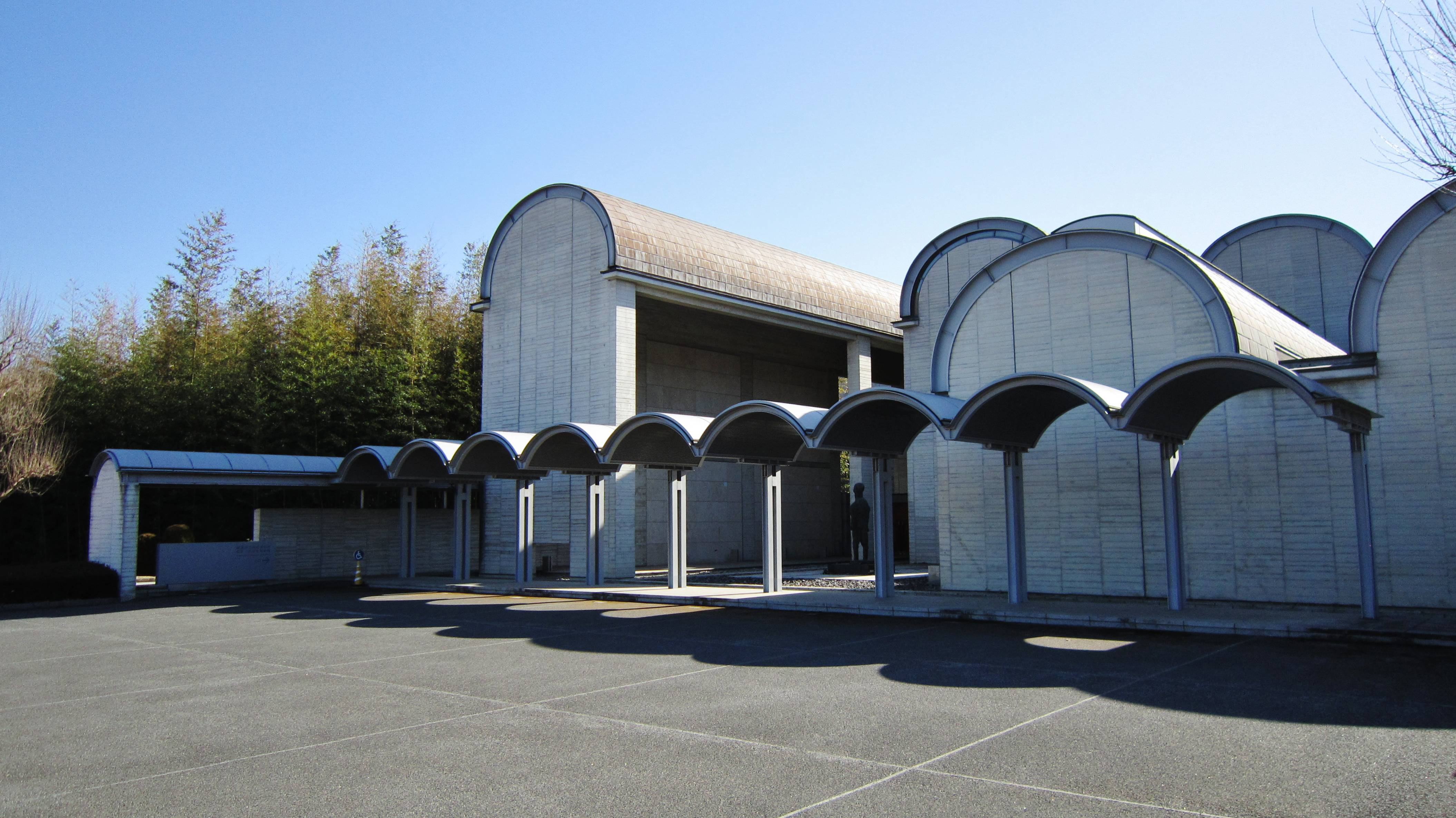
Das Fukuzawa-Museum, Tokio

Fukuzawa Ichirō (japanisch 福沢 一郎; geb. 18. Januar 1898 in Tomioka; gest. 16. Oktober 1992) war ein japanischer Maler im westlichen Yōga-Stil der Taishō- und Shōwa-Zeit.

## Leben und Werk
1918 ging Fukuzawa noch Tokio und schrieb sich an der Fakultät für Geisteswissenschaft an der Universität Tokio ein. Dann entschloss er sich, Bildhauer zu werden und verließ die Universität und studierte dieses Fach unter Asakura Fumio (朝倉文雄; 1886–1964). Von 1924 bis 1931 hielt er sich in Europa auf, wo ihn der Fauvismus anzog und er zu malen begann. Dann wurde er vom Surrealismus beeinflusst, den er bei Chirico und Max Ernst bewunderte.
Noch während seines Europa-Aufenthaltes beteiligte Fukuzawa sich an der Gründung der „Unabhängigen Kunst-Gesellschaft“ (独立美術協会, Dokuritsu bijutsu kyōkai). Im folgenden Jahr beteiligte er sich an deren ersten Ausstellung mit 37 Bildern, die er während seiner Zeit in Europa gemalt hatte. Mit den ersten wirklich surrealen Bildern in Japan gewann er einige Aufmerksamkeit. – 1939 beteiligte er sich an der Gründung der „Gesellschaft für künstlerische Kultur“ (美術文化協会, Bijutsu bunka kyōkai), verließ die aber 1949 und stellte nun ohne Bindung an eine künstlerische Vereinigung aus.
Vor dem Zweiten Weltkrieg war Fukuzawas Werk stark satirisch und allegorisch geprägt. Aber nach dem Krieg reiste er häufig nach Mittelamerika, begann nun einfache Leute vom Lande in lebhaften Farben zu malen. 1978 wurde er als Person mit besonderen kulturellen Verdiensten geehrt, 1991 erhielt er den japanischen Kulturorden.
Fukuzawa hatte ziemlichen Einfluss auf jüngere Künstler. Zwei beispielhafte Werke sind „Begräbnis“ (埋葬, Maisō) und „Vergeistigung“ (霊化, Reika). – Noch zu Lebzeiten übernahm eine eigens gegründete Stiftung Atelier und benachbarte Wohnräume und wandelten sie in ein kleines Museum um, das Fukuzawa Ichirō kinenkan (福沢一郎記念館), das 1994 eröffnet wurde.